# Mask (Vangelis)
Mask è il decimo album in studio del musicista greco Vangelis, pubblicato nel 1985 dalla Polydor.

## Descrizione
Secondo album del trittico anni ottanta (comprendente anche il precedente album, Soil Festivities, e il successivo, Invisible Connections) e ventiduesima pubblicazione discografica ufficiale, Mask si distingue per uno stile interamente classico. Si tratta, assieme ad Heaven and Hell e al futuro Mythodea, dell'album più "classicheggiante" del musicista greco.
Vangelis suona tutti gli strumenti, quasi interamente elettronici. Le parti vocali (i cori presenti in tutti i brani e la voce solista maschile di Movement 4) non sono attribuiti a nessun collaboratore. I cori, come in molte composizioni corali del musicista, sono quasi interamente composti da sillabe ripetute, scelte in base al timbro vocale del brano. Il tenore maschile del quarto movimento canta invece in una lingua inventata simile al latino. In successive interviste venne rivelato che il coro era probabilmente lo stesso presente in Heaven and Hell, English Camera Choir, e il tenore era Guy Protheroe.
Movement 1 è stato utilizzato come sigla del cartone animato giapponese In principio: Storie dalla Bibbia.

## Tracce
1. Movement 1 – 10:18
2. Movement 2 – 3:26
3. Movement 3 – 6:38
4. Movement 4 – 8:41
5. Movement 5 – 10:00
6. Movement 6 – 4:22

## Musicisti
- Vangelis - tutti gli strumenti
- Guy Protheroe - voce in Movement 4
- English Camera Choir - cori